# متخصص موضوعی
متخصص موضوعی (انگلیسی: Subject-matter expert) متخصص در موضوعی خاص یا متخصص دامنه، به فردی حرفه‌ای اطلاق می‌گردد که در حوزه، منطقه یا موضوعی خاص، دارای دانش، مهارت، مسئولیت و تخصص می‌باشد. متخصصان موضوعی اغلب در حوزه توسعه سیستم‌ها مورد استفاده قرار می‌گیرند. جهت توسعه نرم‌افزارهای حسابداری نیاز به متخصصی است که دارای دانش و تجربه در دو حوزه مختلف حسابداری و نرم‌افزار باشد، به این فرد، متخصص موضوعی گفته می‌شود.